# David Jackson (basket-ball)
Pour les articles homonymes, voir David Jackson et Jackson.
David Jackson, né le 22 février 1986 à Memphis (États-Unis), est un joueur professionnel américain de basket-ball. Il mesure 1,95 m et évolue aux postes de meneur et d'arrière.

## Biographie
Joueur complet, l'ancien de Western Illinois University possède une solide expérience sur le Vieux Continent. Passé par le Monténégro (KK Jedinstvo Bijelo Polje) lors de sa saison rookie, il est également vu en Slovaquie (Pezinok) et en Pologne (PGE Turow). Auteur d'un exercice remarquable en Slovaquie en 2009/10 avec un doublé Coupe - Championnat et une sélection pour le All-Star Game, il goûte à l'Eurocup, aux côtés d'Aaron Cel, aux côtés de Zgorzelec en 2011/12 (12,7 points à 41 %, 3,8 rebonds et 1,8 passe décisive), passant notamment un 28 d'évaluation à l'ALBA Berlin. Il signe au BBD le 1er juillet 2014 pour un contrat d'une saison. Pour sa première année dans le club boulazacois, il finit la saison régulière avec 10,5 points à 43,5 %, 3,2 rebonds et 1,8 passe décisive pour 10,2 d'évaluation.

## Clubs
- 2008-2009 :  Jedinstvo Bijelo Polje
- 2009-2010 :  MBK Pezinok
- 2010-2013 :  Turów Zgorzelec (PLK)
- 2013-2014 :  JL Casale Monferrato
- 2014-2016 :  Boulazac Basket Dordogne (Pro B)
- 2016-2017 :  Turów Zgorzelec (PLK)
- 2017-2019 :  Chorale de Roanne (Pro B)
- 2019-2022 :  UJAP Quimper (Pro B)
- 2022-2023 :  Turów Zgorzelec (PLK)
- 2023- :  Górnik Wałbrzych (PLK)

## Palmarès
- Finaliste de la Leaders Cup de Pro B 2021
- Vainqueur de la Leaders Cup de Pro B 2019
- Vainqueur de la Coupe de Slovaquie en 2010
- Vainqueur du Championnat de Slovaquie en 2010

## Distinctions
- MVP de la finale de la Leaders Cup de Pro B 2019
- Sélectionné pour le All Star Game de Slovaquie en 2010

## Sources
- David Jackson vient renforcer le BBD
- David Jackson au BBD
- Le BBD tient sa première recrue étrangère